# Dilyxine Miermont
Dilyxine Miermont (Aurillac, 16 mei 2000) is een Frans wielrenster.

## Carrière
Na enkele jaren op amateurniveau te hebben gereden maakte Miermont in 2023 de overstap naar St Michel-Mavic-Auber93. Datzelfde jaar nam ze deel aan zowel de Ronde van Spanje als de Ronde van Frankrijk.
In 2025 maakte Miermont de stap naar de World Tour: ze tekende een contract bij CERATIZIT Pro Cycling Team. Haar debuut maakte ze in Australië, waar ze in januari aan de start stond van de Tour Down Under. Twee weken later werd ze achtste in de Cadel Evans Great Ocean Road Race. In april nam ze deel aan enkele wedstrijden in El Salvador. Tijdens die trip werd ze tweede in de Grand Prix Boquerón en won ze de Grand Prix Presidente.

## Overwinningen
2025
Grand Prix Presidente

## Resultaten in voornaamste wedstrijden
| Jaar | Ronde van Italië | Ronde van Frankrijk | Ronde van Spanje |
| ---- | ---------------- | ------------------- | ---------------- |
| 2023 |                  | 64e                 | 36e              |
| 2024 |                  | opgave              |                  |
| 2025 | opgave           | opgave              |                  |

| Jaar | Luik-Bast.‑Luik |
| ---- | --------------- |
| 2023 |                 |
| 2024 | 48e             |
| 2025 | 34e             |

## Ploegen
- 2023 –  St Michel-Mavic-Auber93
- 2024 –  St Michel-Mavic-Auber93
- 2025 –  CERATIZIT Pro Cycling Team

Alonso · Brauße · Burlová · Van Dam · Eberle · Fiorin · Hartmann (vanaf 14/3) · Hashimi · Hengeveld · Jaskulska · Miermont · Le Mouel · De Zoete · Zsankó